# Leptostylus petulans
Leptostylus petulans là một loài bọ cánh cứng trong họ Cerambycidae.